# Homalanthus arfakiensis
Homalanthus arfakiensis là một loài thực vật có hoa trong họ Đại kích. Loài này được Hutch. mô tả khoa học đầu tiên năm 1917.